# Museum of the Moving Image
Il Museum of the Moving Image è un museo multimediale ubicato a New York, in un ex edificio di quella che oggi è la Kaufman Astoria Studios.
Il museo fu originariamente aperto nel 1988, espandendosi nel marzo 2008 e riaprendo nel gennaio 2011. L'espansione è stata progettata dall'architetto Thomas Leeser.
Il Museo del Moving Image esiste per ampliare la comprensione del pubblico e l'apprezzamento dell'arte, storia e tecnologia di film, televisione e digital media attraverso la raccolta, la conservazione e l'accesso a immagini in movimento, mostre multimediali e una sistematica programmazione educativa.

## Descrizione
Il Museum of the Moving Image si concentra soprattutto su arte, storia, tecnica e tecnologia del film, televisione e media digitali. Colleziona, preserva e dà accesso ad artefatti legati a immagini in movimento tramite esibizioni multimediali e programmazioni educative. Le mostre includono notevoli componenti audio e video, creati allo scopo di promuovere e comprendere la storia dell'industria e capire come si è evoluta.